# جيلكو فيليبوفيتش
جيلكو فيليبوفيتش (بالسلوفينية: Željko Filipović)‏ هو لاعب كرة قدم سلوفيني في مركز الوسط، ولد في 3 أكتوبر 1988 في ليوبليانا في سلوفينيا. شارك مع منتخب سلوفينيا لكرة القدم. أما مع النوادي، فقد لعب مع إف كي أتيراو ودينامو برست وكيه في ميخيلين ونادي أولمبيا ليوبليانا ونادي دومجاله ونادي فويفودينا ونادي كوبر ونادي ماريبور.

## وصلات خارجية
- جيلكو فيليبوفيتش على موقع الاتحاد الأوربي (الإنجليزية)
- جيلكو فيليبوفيتش على موقع قاعدة بيانات كرة القدم.إي يو (الإنجليزية)
- جيلكو فيليبوفيتش على موقع ناشيونال فوتبول تيمز (الإنجليزية)
- جيلكو فيليبوفيتش على موقع Soccerway.com (الإنجليزية)
- جيلكو فيليبوفيتش على موقع AS.com (الإسبانية)